# Pneumonyssoides caninum
Pneumonyssoides caninum  (лат.) — вид паразитиформных клещей из семейства Halarachnidae, выделяемый в монотипный род Pneumonyssoides. Паразиты носовой полости и околоносовых синусов собак. Ранее рассматривались в роде Pneumonyssus, в связи с чем часто упоминаются под названием Pneumonyssus caninum.

## Заболевание
У заражённых собак наблюдается чиханье, ринит, зуд морды. По некоторым данным, при попадании вместе со вдыхаемым воздухом из носовых пазух в лёгкие, клещи способны наносить им повреждения, вызывая бронхиты и пневмонии. Выделяемые паразитами токсины воздействуют на печень и нервную систему.